# Jakub Witecki
Jakub Witecki (ur. 21 lipca 1990 w Krynicy-Zdroju) – polski hokeista, reprezentant Polski.

## Kariera klubowa
- SMS I Sosnowiec (2007-2009)
- GKS Tychy (2009-2022)
- Zagłębie Sosnowiec (2022-2023)

Wychowanek KTH Krynica. Absolwent NLO SMS PZHL Sosnowiec z 2009. Przed sezonem 2009/2010 został wypożyczony do GKS Tychy na rok, a w maju 2010 podpisał dwuletni kontrakt z tyską drużyną. W maju 2022 został zaangażowany do drużyny Zagłębia Sosnowiec. Po sezonie 2022/2023 ogłosił zakończenie kariery.

## Kariera reprezentacyjna
W barwach reprezentacji Polski do lat 18 uczestniczył w turnieju mistrzostw świata juniorów do lat 18 w 2007, 2008 (Dywizja I). W barwach reprezentacji Polski do lat 20 uczestniczył w turnieju mistrzostw świata juniorów do lat 20 w 2008, 2009, 2011 (Dywizja II), 2012 (Dywizja I). W barwach seniorskiej kadry Polski uczestniczył w turniejach mistrzostw świata w 2011, 2012, 2013, 2014, 2018 (Dywizja I).

## Sukcesy
Reprezentacyjne
- Awans do mistrzostw świata Dywizji I Grupy A: 2014

Klubowe
- Puchar Polski: 2009, 2016, 2017 z GKS Tychy
- Brązowy medal mistrzostw Polski: 2010, 2013, 2021 z GKS Tychy
- Srebrny medal mistrzostw Polski: 2011, 2014, 2016, 2017 z GKS Tychy
- Złoty medal mistrzostw Polski: 2015, 2018, 2019, 2020[4] z GKS Tychy
- Superpuchar Polski: 2015, 2018, 2019 z GKS Tychy
- Trzecie miejsce w Superfinale Pucharu Kontynentalnego: 2016 z GKS Tychy

Indywidualne
- Puchar Polski w hokeju na lodzie 2017:
  - Najlepszy zawodnik Cracovii w meczu półfinałowym przeciw JKH GKS Jastrzębie (3:2) oraz finałowym przeciw Cracovii (6:5)
  - Pierwsze miejsce w klasyfikacji strzelców turnieju: 3 gole